# Pablo Mouche
Pablo Nicolás Mouche (San Martín (Buenos Aires), 11 oktober 1987) is een Argentijns voetballer. Hij speelt sinds 2012 voor Kayserispor in de Süper Lig.
Mouche begon zijn carrière bij Club Atlético Estudiantes in de 3e divisie van Argentinië. In 2006 tekende hij bij Arsenal de Sarandí en daarna, in 2007, kwam hij bij de grote Argentijnse club Boca Juniors. Hij werd echter getroffen door een knieblessure en moest een operatie ondergaan, waardoor hij inmiddels geen deel meer uitmaakt van het eerste elftal.
Mouche wordt gezien als een aanvaller met veel potentie. Zo werd hij gekozen voor het Argentijnse nationale elftal onder de 20 jaar waarmee hij speelde in het Zuid-Amerikaanse jeugdkampioenschap in Paraguay. Mouche maakte de keuze waar door een hattrick te scoren tegen Venezuela in een wedstrijd die met 6-0 werd gewonnen.
In 2008 werd hij ook in verband gebracht met FC Groningen. Hij zou misschien de vervanger worden van de naar Fulham FC vertrekkende Erik Nevland.
1 M. Ilić ·
3 Degenek ·
4 Ivanić ·
5 Spajić  ·
6 Krunić ·
7 Šljivić ·
8 Kanga ·
9 Ndiaye ·
10 Katai ·
14 Olayinka ·
15 Katompa Mvumpa ·
17 Duarte ·
18 Glazer ·
21 Elšnik ·
22 Dálcio ·
23 Rodić ·
24 Djiga ·
25 Leković ·
27 Milson ·
31 Sremčević ·
32 L. Ilić ·
33 Drkušić ·
44 Milosavljević ·
49 Radonjić ·
55 Maksimović ·
66 Seol ·
70 Mimović ·
73 Proetsev ·
77 Guteša ·
91 Jovanović ·
Coach: Milojević
· Assistent-coach: Rendulić